# Паскаль Менді
Паскаль Менді (фр. Pascal Mendy; нар. 11 січня 1979, Дакар, Сенегал) — сенегальський футболіст, захисник. Виступав за національну збірну Сенегалу.

## Життєпис
Паскаль народився 11 січня 1979 року у столиці Сенегалу, Дакарі. Окрім нього, мати виховувала ще двох сестер. Менді займався футболом у дитячій школі клубу «Діараф». З дитинства вболівав за клуб «Парі Сен-Жермен».
Мати Паскаля була проти того, щоб він грав у футбол. Були випадки, коли Менді приходив із тренувань, а мати не давала йому їжі та забороняла користуватися душем. Оскільки дядько був начальником автомайстерні, він туди працевлаштувався. Заробляв він там мало – 200 франків на день. Паскаля не влаштовувала ця робота й після одного прогулу до нього додому прийшов господар автомайстерні та побив його. Після цього, на його прохання до матері прийшов тренер юнацької команди та переконав її у продовженні занять футболом Менді.

### Клубна кар'єра
Виступати за головну команду «Діараф» йому не давали, а в юнацькій команді не платили заробітну плату. Тому він перейшов до команди «Інтер» із Третьої ліги Сенегалу. 1999 року Менді став гравцем клубу «Жанна д'Арк», де йому стали платити стабільну зарплату. У 2002 році разом із командою став чемпіоном Сенегалу.
Агент Паскаля влаштував йому двотижневе стажування у клубі «Парі Сен-Жермен», проте команді він не підійшов. На початку 2003 року прибув на перегляд до московського «Динамо», яке проводило збори в Туреччині. Головним тренером у команді працював Віктор Прокопенко. На перегляд потрапив за рекомендацією Ассана Н'Діає. У підсумку Менді уклав контракт на п'ять років. Дебютував 12 квітня 2003 року у матчі з московським ЦСКА (2:3). Навесні 2003 року Паскаля побили поблизу свого будинку, нападники відібрали у нього сумку з формою «Динамо». Внаслідок цього епізоду деякий час Менді пересувався Москвою у супроводі охоронця, наданого клубом.
30 червня 2003 грав за збірну легіонерів чемпіонату Росії. Усього за «Динамо» зіграв 50 матчів, єдиний м'яч забив «Шиннику» (у вище вказаному матчі «Динамо» програло з рахунком 1:2).
У 2006 році керівництво «Динамо» виставило Менді на трансфер й він підписав контракт із шотландським клубом «Гарт оф Мідлотіан». Разом із командою тренувався протягом двох тижнів. Однак у клубі не зміг залишитися через проблеми з дозволом на роботу, а оскільки президент «Гартса» Володимир Романов одночасно володів і литовським «Каунасом» Менді перейшов туди на початку 2007 року. 17 травня 2008 року під час фіналу Кубку Литви проти «Ветри» (2:1) головний тренер Андрій Зигмантович поставив його на позицію центрального півзахисника. У підсумку команда виграла Кубок, а Паскаля нагородили призом як найкращому гравцю фіналу. У складі «Каунасу» провів 9 матчів у єврокубках.
У 2009-2010 роках виступав за французькі клуби нижчого дивізіону. Наприкінці травня 2010 року уклав угоду із мінським клубом «Партизан», який не зміг врятувати від вильоту до першої ліги. Сезон 2011 року в оренді провів у «Динамо-Берестя», клубі чемпіонату Білорусі. У березні 2012 року підписав контракт з «Торпедо-БелАЗ». У сезоні 2012 року — гравець основи, а наступного сезону на полі виходив рідко. Зрештою, у січні 2014 року покинув жодинський клуб.
У жовтні 2014 року перейшов до команди «Мбур» у чемпіонаті Сенегалу, у футболці якого згодом й завершив кар'єру гравця.

### Кар'єра в збірній
З 2006 по 2008 рік виступав за національну збірну Сенегалу, де провів 10 матчів.

## Стиль гри
Виступав на позиції лівого захисника, згодом грав як центральний півзахисник. Відбирав м'яч стрибком двома ногами вперед.

## Досягнення
- Чемпіонат Сенегалу
  -  Чемпіон (1): 2002

- А-ліга Литви
  -  Чемпіон (1): 2007
  -  Срібний призер (1): 2008

- Кубок Литви
  -  Володар (1): 2008

## Особисте життя
Паскаль захоплюється музикою, слухає Ритм-енд-блюз та Хіп-хоп.